# Sibylle Feucht
Sibylle Feucht (* 1968 in Kaufbeuren) ist eine deutsche Künstlerin.

## Leben
Feucht studierte Biologie am Biozentrum Basel. Ihre Diplomarbeit schrieb sie an der UCLA. Danach begann sie ein Kunststudium an der F+F Schule für Kunst und Design in Zürich. Es folgte ein Executive Master in "Design | Art and Innovation" an der Hochschule für Gestaltung und Kunst, Basel.
Feucht zeigte Einzel- und Gruppenausstellungen im europäischen Ausland. Sie erhielt Atelierstipendien, u. a. Cité des Arts, Paris und Rotterdam (atelier mondial).
Feucht arbeitet seit 2010 in Bonn, dort gründete sie den non-profit, artist-run artspace Das Esszimmer – Raum für Kunst+, den sie auch als artistcurator leitet.

## Einzelausstellungen
- 1997: Dislokation, Ortspezifische Installation in Zügen der Schweizerischen Bahn (SBB)[2]
- 1998: en passant, Ortspezifische Installation, Kulturzentrum Scuol-Nairs (CH)
- 2003: Hohe Berge, Enge Täler, Ortspezifische Installation, CargoBar, Basel
- 2003: Remote Desire, Gallery Staub (danach Galerie Rotwand), Zürich
- 2005: Überdreht, thealit, Bremen
- 2006: …all my dreams, Forum Vebikus, Kammgarn, Schaffhausen
- 2011: take shelter, nachtspeicher23, Hamburg
- 2012: Neue Zürcher Zeitung (NZZ), Foto-Tableau, 24. – 28. September 2012
- 2013: Kunst geht nach Brot, CentrumGalerie, Dresden – Publikation: cynal #02
- 2015: SNAFU, Art at Tina Miyake, Düsseldorf
- 2016: Interface Error, Strümpfe – the supper artclub, Mannheim

## Gruppenausstellungen
- 1999/2000: Shooting Stars. presented by Xposition. Swiss Institute, New York
- 2001: FrontFlipping (mit Nicoletta West). Kaskadenkondensator Basel
  - Mobile Home (curated by Rolf Staub). Galerie Kabinett, Bern
- 2001/02: Altäre und Ikonen** (mit Philippe Winninger). Galerie im Amtshimmel, Baden
- 2002: Ikonen. Kunst und Kult. Coninx-Museum, Zürich
  - VIPER_02. Basel, Medienkunstfestival; my family_02, Videoinstallation im Foyer des Stadttheaters Basel
- 2003: IN OUT, International Festival of The Digital Image, Prag
  - Trafo Gallery, Budapest, selected works from the IN OUT Festival
- 2006: SPEED, Galerie Staubkohler, Zürich
- 2006/07: Home Sweet Home (mit Simone Müller), Kunstraum Baden, Baden AG
- 2007: Le Souvenir, Autonomes Cultur Centrum (ACC)Gallery Weimar, im Rahmen des Kunstfest Weimar
- 2008: contemporary art ruhr, Messe für Zeitgenössische Kunst, Zollverein Essen, Förderkoje für KünstlerInnen
  - Prototypisieren - Eine Messe für Theorie und Kunst, thealit, Bremen, Publikation
- 2009: ostrale 09, Dresden
  - Grosse Kunstausstellung, Villa Kolbe, Halle/Saale, Publikumspreis
- 2010: artschool uk, Phase II, Whitechapel Gallery, London (UK)
  - Kultursommer Mels 2010 – Denkpause
  - artschool uk, Phase I, Cell Project Space, London
- 2011: Basel – Rotterdam | Rotterdam Basel, 10 Years of Artists in Residence and Cultural Exchange, Buchpräsentation, Wallgallery, Rotterdam
- 2013: Regionale 14, FABRIKculture, Hégenheim
- 2014: catch of the year 2014 – 100 artists / 100 works, DIENSTGEBÄUDE Zürich
  - GASTSPIEL – Kunst_stücke ins Licht getaucht, dock-Basel
  - Auf den Punkt, Raum 2810, Bonn
  - Photobastei Zürich, 8. – 18. Mai 2014
- 2015: Regionale 16, Artothèque de Strasbourg
  - Frauen in Krieg und Frieden, 15-45-15, Frauenmuseum Bonn
  - Ordnung // Struktur, thealit - Labor, Bremen
  - City Life, DON'T TAKE PICTURES, New York
- 2016: 10. Darmstädter Tage der Fotografie, Kunstforum der TU Darmstadt, Darmstadt

## Publikationen (Auswahl)
- 1997: Dislokation – Eine Installation in Zügen. Künstlerbuch (10+1).
- 1999: Passage. CH - Creatio Helvetica
- 2006: Das Konzept der Lücke – Skizze einer Metaphysik der Wahrnehmung’, Diplomarbeit, HGK Basel
- 2006: PORN 1 – ein Daumenkino, Künstlerbuch (2+1)
- 2009: Sibylle Feucht: … – Die Lücke zwischen den Punkten oder: Woher kommt der Prototyp. In: Susanne Bauer, Ulrike Bergermann et al. (Hrsg.): Prototypisieren. Eine Messe für Theorie und Kunst, thealit, Bremen 2009, ISBN 978-3-930924-14-1
- 2011: Handbuch zur Umgestaltung des Lueger-Denkmals, Beitrag Sibylle Feucht: sans souci, S. 224
- 2011: Beitrag zu Basel – Rotterdam – 10 Years of Artists in Residence and Cultural Exchange. post editions, ISBN 978-946083044-0
- 2012: Foto Tableau, Neue Zürcher Zeitung, 24. – 28. September 2012, Bilder aus der Serie Folds of Life, Tokyo, 2012
- 2013: Beitrag zu Kunst geht nach Brot, cynal #02, ISBN 978-3-8442-6611-5.
- 2014: Beitrag zu Schöne neue Welt. LASSO Magazin No. 6
- 2015: Katalog zur Ausstellung Frauen in Krieg und Frieden, Frauenmuseum Bonn, ISBN 978-3-940482-85-3.
- 2016: Publikation zur Ausstellung 5 × 3, 2016, Kunstraum Düsseldorf, Düsseldorf